# Ledoška cesta
Ledoška cesta je cesta, ki poteka od indijskega Leda do kitajskega Kunminga, ki je bila zgrajena med drugo svetovno vojno, da so lahko zahodni zavezniki oskrbovali kitajske sile. 
Ta cesta je bila alternativa Burmanski cesti, ki so jo Japonci prekinili leta 1942. 
Leta 1945 so cesto preimenovali v Stilwellovo cesto po generalu Stilwellu.